# 新木屋瀬駅
新木屋瀬駅（しんこやのせえき）は、福岡県北九州市八幡西区木屋瀬一丁目にある、筑豊電気鉄道筑豊電気鉄道線の駅である。駅番号はCK17。

## 歴史
筑豊電気鉄道で最も新しい駅であり、単独の駅としては今池駅以来34年ぶりの新駅となった。
- 2004年（平成16年）4月28日：開業。

## 駅構造
相対式ホーム2面2線を持つ地上駅である。無人駅。
| ホーム | 路線        | 行先                       | 備考 |
| ------ | ----------- | -------------------------- | ---- |
| 1      | ■筑豊電鉄線 | 木屋瀬・筑豊直方方面       |      |
| 2      | ■筑豊電鉄線 | 楠橋・永犬丸・黒崎駅前方面 |      |

※実際には上記ののりば番号標はない、上記の番号は列車運転指令上の番線番号である。

## 利用状況
2021年度の1日平均乗降人員は202人である。
近年の1日平均乗降人員は下表のとおりである。
| 年度               | 1日平均 乗降人員 |
| ------------------ | ---------------- |
| 2011年（平成23年） | 204              |
| 2012年（平成24年） | 183              |
| 2013年（平成25年） | 224              |
| 2014年（平成26年） | 212              |
| 2015年（平成27年） | 210              |
| 2016年（平成28年） | 204              |
| 2017年（平成29年） | 196              |
| 2018年（平成30年） | 247              |
| 2019年（令和元年） | 219              |
| 2020年（令和2年）  | 209              |
| 2021年（令和3年）  | 202              |

## 駅周辺
駅の周辺は田んぼとやや遠巻きに住宅街。西日本旅客鉄道（JR西日本）山陽新幹線、九州自動車道の高架が当駅を挟んで線路を横切る。
- マックスバリュ真名子店
- エフコープ生活協同組合八幡西支所
- 八幡慈恵病院
- 倉成観光バス

## 隣の駅
筑豊電気鉄道
■筑豊電気鉄道線
楠橋駅 (CK16) - 新木屋瀬駅 (CK17) - 木屋瀬駅 (CK18)